# Robert Wammack
Robert Wammack (* 1965 in München) ist ein deutscher Mediziner und seit 2004 Chefarzt für Urologie am Katholischen Klinikum Essen.

## Ausbildung
Nach dem Abitur studierte Wammack von 1984 bis 1990 Medizin und Rechtswissenschaft an den Universitäten in Frankfurt am Main und Mainz. Am dortigen Pharmakologischen Institut wurde er 1990 mit einer Arbeit über Die Wirkung unterschiedlicher Reizfrequenzen und von Pertussistoxin auf die elektrisch evozierte Freisetzung von Vasopressin und Oxytocin aus der isolierten Neurohypophyse der Ratte zum Dr. med. promoviert. Am 27. Juni 2002 wurde Wammack an der Medizinischen Fakultät der Universität Wien habilitiert und zum außerordentlichen Universitätsprofessor ernannt.

## Wirken
Von 1990 bis 1995 arbeitete Wammack als Assistenzarzt an der Universitätsklinik Mainz im Bereich der Urologie sowie der Herz-, Thorax- und Gefäßchirurgie und von 1996 bis 1999 als Oberarzt an der Urologischen Universitätsklinik Mainz. Danach war er für ein Jahr als Leitender Oberarzt der Abteilung Neurourologie in der Universitätsklinik Innsbruck tätig, wechselte im Jahr 2000 als Leitender Oberarzt an die urologische Universitätsklinik Wien, wo er 2002 einen Lehrauftrag für die Fächer Urologie und Urogynäkologie erhielt und war von 2004 bis 2020 Chefarzt der Klinik für Urologie und Neurourologie am Katholischen Klinikum Essen. Im Jahr 2004 wurde Wammack zum Lehrbeauftragten für das Fach Urologie und zum Koordinator für das Praktische Jahr im Studiengang Humanmedizin an der Universität Duisburg-Essen bestellt. Von 2006 bis 2020 war er zudem ärztlicher Leiter des Prostatazentrums Ruhr und von 2008 bis 2020 auch ärztlicher Leiter des Westdeutschen Kontinenz- und Beckenbodenzentrums. Mit der Schließung der Betriebsteile des Katholischen Klinikums Essen ist Wammack seit 2021 als Ärztlicher Leiter des Zentrums für Neurourologie und als Ärztlicher Leiter der Urogynäkologie des Universitätsklinikums Essen tätig.

## Mitgliedschaften
- European Association of Urology
- Deutsche Gesellschaft für Urologie
- Deutsche Kontinenz Gesellschaft
- Berufsverband der Deutschen Urologen
- Société Internationale d’Urologie
- International Continence Society
- American Urological Association
- American Urogynecological Society
- Endourological Society
- Deutscher Hochschulverband

## Werke
- (Hrsg.): Continent Urinary Diversion – (International Society of Urology Reports). Churchill Livingstone London 1992, ISBN 0-443-04645-X